# Живая вода
Жива́я вода́ — в народных сказках волшебная вода, обладающая способностью возвращать к жизни убитого героя. Также используется: в авраамических религиях; как широкий эпитет; как эвфемизм для обозначения этилового спирта. 

## В фольклоре
В фольклоре означает воду, обладающую определёнными волшебными или сверхъестественными свойствами. Например, в сказках живая вода способна оживлять мёртвое тело. Зачастую используется наряду с мёртвой водой, которая обладает возможностью залечивать раны. В сказке братьев Гримм «Живая вода» глоток живой воды мог исцелить больного отца трёх королевичей. В волшебных сказках живая вода добывается «за морем».
Алишер Навои упоминает, что Искандер в конце своей жизни безуспешно пытался найти живую воду (оби хайат).
Сказочное искание живой воды и вечной молодости оказалось близко христианскому учению о всеобщем воскрешении, вечной жизни и полном исцелении.

## Как эпитет
В переносном смысле может означать всё, что одухотворяет, благотворно действует, пробуждает интерес.

## В Евангелии
В Библии «живая вода» является эпитетом вечной жизни
Одно из первых упоминаний о живой воде имеется в Евангелии:

В последний же великий день праздника стоял Иисус и возгласил, говоря: кто жаждет, иди ко Мне и пей. Кто верует в Меня, у того, как сказано в Писании, из чрева потекут реки воды живой. Сие сказал Он о Духе, Которого имели принять верующие в Него.
— Ин. 7:37—39
Подробнее см. Живая вода (Библия)

### В гностицизме
В Сетском гностическом тексте "Зострианос" живая вода персонифицирована под именем Ессей Мазарей Ессекеус.
В мандеизме живая вода (свежая, природная, текучая вода, называемая миа хайи) является обязательным условием для крещения (масбута), поэтому может происходить только в реках, называемых ярдна.

## Виноградная водка
Латинское выражение aqua vitae (букв. «вода жизни») обозначало этиловый спирт, полученный дистилляцией вина. Термин введён испанским врачом и алхимиком Арнольдом из Виллановы (ок. 1240—1311). От этого термина произошли названия алкогольных напитков аквавит (скандин.) и оковита (укр.).